# Saishū Shiken Kujira
Saishū Shiken Kujira (jap. 最終試験くじら, dt. „Abschlussexamens-Wal“) ist ein Ren’ai-Adventure des japanischen Spieleentwicklers Circus, das auch als 12-teiliger Web-Anime adaptiert wurde.

## Handlung
Eine Stadt wird von einem großen, am Himmel fliegenden Wal bewacht und ist zur Selbstverständlichkeit der Einwohner geworden. Der Junge Mutsumi Kuonji (久遠寺 睦) zieht inmitten des Schuljahres vom Land in diese Stadt und schon bald geschehen weitere, mysteriöse Dinge.
In der Stadt trifft er auf die sieben weiblichen Protagonisten: das sogenannte „Walmädchen“ (くじらの少女, kujira no shōjo), Haruka Yumesaki (夢前 春香), Niina Mikage (御影 仁菜), Kurumi Haibara (榛原 胡桃), Yuka Moteki (茂木 優佳), Mika Moteki (茂木 美佳) und Kaguya Kagura (神楽 香具耶).

## Computerspiel
Das Spiel erschien am 23. Dezember 2004 als limitierte Fassung und am 28. Januar 2005 als reguläre Fassung sowie am 26. August 2005 eine limitierte Fassung auf CD, jeweils für Windows als Erogē.
Nach genau einem Jahr, am 23. Dezember 2005, wurde eine Fandisc namens Saishū Shiken Kujira – Departures (最終試験くじら〜Departures〜) veröffentlicht, die weitere Szenarien mit Nebenhandlungen enthielt. Enthalten war zudem Saishū Shiken Kujira – progressive (最終試験くじら〜progressive〜), eine Vorabversion des Spiels die im Sommer 2004 auf der Comiket 2004 vertrieben wurde, als auch Saishū Shiken Kujira – conservative (最終試験くじら〜conservative〜), das im Internet veröffentlicht wurde.
Sweets adaptierte das Spiel für die PlayStation 2 als Saishū Shiken Kujira: Alive (最終試験くじら Alive), wobei wie für Konsolenspiele üblich die Sexszenen entfernt wurden. Hinzu kamen jedoch zwei weitere weibliche Protagonistinnen – Yōko Honnami (本並 曜子) und Narumi Minagawa (皆川 成美).

## Adaptionen

### Roman und Manga
Izumi Shimizu adaptierte das Spiel als Roman, der beim Verlag Paradigm veröffentlicht wurde. Der erste Band (ISBN 4-89490-748-8) erschien am 16. Juli und der zweite Band (ISBN 4-89490-756-9) am 22. September 2005.
Daneben erschien im Dezember 2007 beim Verlag Kadokawa Shoten der Manga Saishū Shiken Kujira: Progressive C-side, der von Wataru Usami gezeichnet wurde.
Schließlich wurde am 24. März 2006 bei Media Works das Artbook Saishū Shiken Kujira Artworks – Arrival (最終試験くじら ARTWORKS 〜Arrival〜; ISBN 4-8402-3331-4) veröffentlicht.

### Anime
Der 12-teilige Anime wurde unter der Regie von Nagisa Miyazaki beim Studio Zexcs produziert. Ebenso für die Produktion verantwortlich war Starchild Records. Die Musik der Web-Serie stammt vom Komponisten Yoshiki Minami. Sowohl das Vorspannlied Turning World als auch Tooi Natsuzora (遠い夏空), das Lied des Abspanns, stammen von eufonius. Das Charakterdesign entwarf Hisako Sato und die künstlerische Leitung lag bei Yusuke Takeda.
Die Folgen wurden vom 25. August bis zum 10. November 2007 auf der Plattform Nico Nico Dōga erstmals gezeigt. Die Web-Serie erschien auf insgesamt zwei DVDs mit jeweils sechs Folgen auch auf DVD, wobei die erste am 26. Dezember 2007 und die zweite am 23. Januar 2008 in Japan veröffentlicht wurde. Am 26. März 2008 folgte mit Saishū Shiken Kujira: Progressive (最終試験くじらProgressive) eine OVA eine weitere DVD als Fortsetzung.

## Synchronisation
| Rolle           | Japanische Stimme (Seiyū) | Japanische Stimme (Seiyū) | Japanische Stimme (Seiyū) |
| Rolle           | PC                        | PlayStation 2             | Anime                     |
| --------------- | ------------------------- | ------------------------- | ------------------------- |
| Mutsumi Kuonji  | —                         | —                         | Toshiyuki Toyonaga        |
| Walmädchen      | Arisu Kagami              | Sayaka Aoki               | Sayaka Aoki               |
| Haruka Yumesaki | Hina Kamimura             | Mikako Satō               | Mikako Satō               |
| Niina Mikage    | Yui Sakakibara            | Yui Sakakibara            | Yui Sakakibara            |
| Kurumi Haibara  | Mia Naruse                | Mia Naruse                | Mia Naruse                |
| Yuka Moteki     | Erena Kaibara             | Hyōsei                    | Hyōsei                    |
| Mika Moteki     | Erena Kaibara             | Hyōsei                    | Hyōsei                    |
| Kaguya Kagura   | Shīna Kō                  | Shīna Kō                  | Hitomi Nabatame           |
| Sae Nagumo      | —                         | Sayaka Aoki               | Sayaka Aoki               |
| Yun Sakura      | Nene Amanami              | Kaori Mizuhashi           | Kaori Mizuhashi           |
| Yōko Honnami    | —                         | Yui Itsuki                | —                         |
| Narumi Minagawa | —                         | Jun Miruno                | —                         |